# Château de Rocheprise
Le château de Rocheprise est situé à Brémur-et-Vaurois, dans le département français de la Côte-d'Or, sur le versant rive droite de la haute vallée de la Seine.

## Localisation
Le château de Rocheprise est situé sur le territoire de la commune de Brémur-et-Vaurois, à l'entrée sud du hameau de Brémur. Il est visible depuis la route départemental 971 (ancienne route nationale 71 Troyes-Dijon).

## Architecture
Le château est de style Renaissance.

## Historique
La première forteresse entourée de douves sèches dont subsiste la tour du pont-levis (1551) et le colombier date du XVIe siècle.
Les tours actuelles ont été construites en 1870 et le logis à la fin du XIXe siècle.

## Mobilier
Les troupes allemandes en ont détruit l'essentiel (meubles et bibliothèque) en 1940.
Le château est une propriété privée, il ne se visite pas.

## Protection
Les façades, la toiture et le colombier sont inscrits à l'inventaire des monuments historiques depuis 1975.

## Annexe